# Tom Horn (película)
Tom Horn es una película de 1980 protagonizada por Steve McQueen y dirigida por William Wiard. 

## Sinopsis
El ex investigador de la Agencia Nacional de Detectives Pinkerton, Tom Horn (Steve McQueen), arriba a Wyoming en búsqueda de trabajo. Allí es contratado por un grupo de rancheros para que elimine a los cuatreros de la zona. 
Debido a la eficacia de su labor, que en ocasiones alcanza lo brutal, se ve envuelto en una confabulación de las autoridades que logran inculparle del asesinato de un chico de la comunidad.

## Críticas
«...es placentero a la vista pero la historia nunca desemboca en el filme elegante y contundente que pudo haber sido».
Dennis Schwartz (Ozus' World Movie Reviews).

«En sus momentos de esplendor, Tom Horn se convierte en un western diferente, ambientada en una época de colonización y con la ausencia de peleas afuera de los bares, persecuciones de diligencias o cualquier otra cosa que caracterizaba a los mejores westerns de los años 1930, 1940 y posteriores».
Rory L. Aronsky (Film Threat).